# جودی ویتاکر
جودی ویتاکر (انگلیسی: Jodie Whittaker؛ زادهٔ ۳ ژانویهٔ ۱۹۸۲) یک هنرپیشه اهل بریتانیا است. شروع شهرت وی از سال ۲۰۰۶ میلادی بود که در فیلم ونوس نقش بازی کرد. او برای این فیلم نامزد جایزه فیلم مستقل انگلیس شد.
او در سال ۲۰۱۷ به عنوان نخستین بازیگر زن برای نقش دکتر هو انتخاب شد.

## زندگی‌نامه
ویتاکر در اسکلمنتورپ، از روستاهای یورک‌شر غربی زاده شد. او در همان یورک‌شر غربی مقطع راهنمایی و دبیرستان را گذراند و پس از آن به مدرسه موسیقی و درام گیلدهال رفت و در سال ۲۰۰۵ از آنجا با مدال طلای بازیگری فارغ‌التحصیل شد.
اولین اجرای رسمی او در شکسپیرز گلوب بود. پس از آن در فیلم، تلویزیون و رادیو نقش بازی کرد. اولین نقش اصلی او در فیلم ونوس بود.

## زندگی شخصی

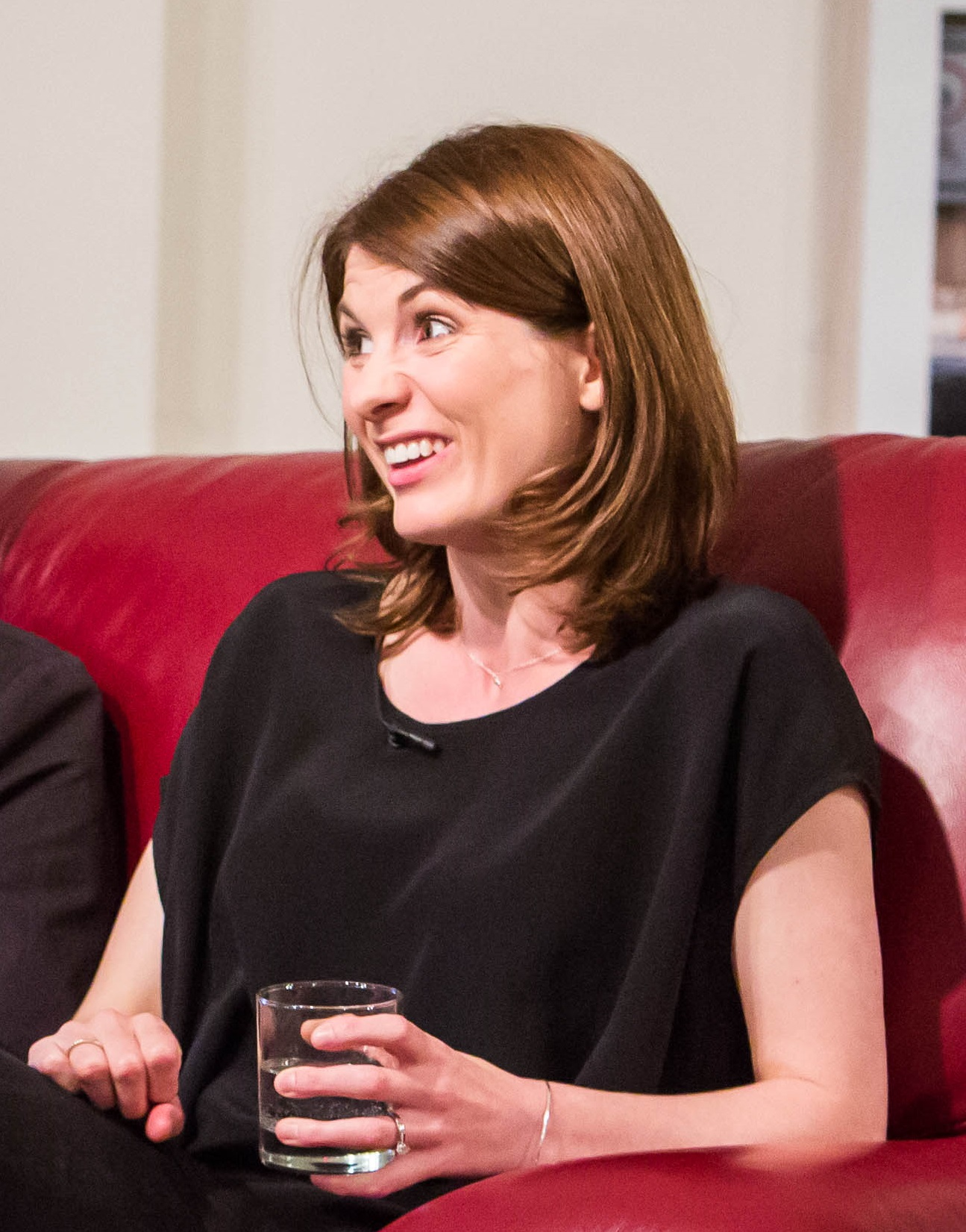
جودی ویتاکر سپتامبر ۲۰۱۴

ویتاکر در سال ۲۰۰۸ با کریستین کونترراس، بازیگر آمریکایی ازدواج کرد. این دو در آوریل ۲۰۱۵ صاحب اولین فرزند خود شدند.
یکی از برادرزاده‌های او، هری ویتاکر، به سندرم داون مبتلا بود و پیش از آن که در سه سالگی درگذرد، در فیلم امردیل نقش شخصیتی با همین بیماری را بازی کرد.

## فیلم‌شناسی
فهرست برخی از فیلم‌هایی که جودی ویتاکر در آن‌ها به ایفای نقش پرداخته‌است:
- یک روز
- ونوس
- پاداش پریر
- دریای سیاه
- آینه سیاه
- سنت ترینیان
- برادچرچ (مجموعه تلویزیونی)
- دکتر هو (مجموعه تلویزیونی)